# Ernst-August König
Ernst-August König (* 31. Juli 1919 in Althütten (Oberschlesien), heute als Hucisko Teil von Gmina Boronów; † 18. September 1991 in Siegen) war ein deutscher SS-Rottenführer im Konzentrationslager Auschwitz.

## Leben
König war der Sohn eines Landwirts und hatte zwölf Geschwister. Nach seiner Schulzeit hatte er eine Ausbildung in der Forstwirtschaft begonnen, jedoch nicht beendet. Er war Mitglied der NSDAP. Zu Beginn des Zweiten Weltkrieges gehörte er der Leibstandarte SS Adolf Hitler an, dann einer SS-Totenkopfstandarte, das heißt einem der KZ-Wachverbände. Im Juni 1942 wurde er ins KZ Auschwitz versetzt, wo er ab Frühjahr 1943 als Blockführer im Zigeunerlager in Auschwitz-Birkenau tätig war. Ab 1944 war König im Außenlager Jaworzno eingesetzt. Er beging an seinen Einsatzorten jeweils zahlreiche Verbrechen.
Nach Kriegsende arbeitete er als Filmvorführer in einem Kino, bis er 1972 in Frührente ging. König lebte in der Wittgensteiner Kleinstadt Bad Berleburg. Dort lebten Sinti-Nachfahren, deren Voreltern sich im 18. Jahrhundert in Wittgenstein niedergelassen hatten, und von denen ein großer Teil, die meisten von ihnen Kinder, am 8. März 1943 nach Auschwitz-Birkenau deportiert worden waren. Nur wenige überlebten.
Während der Ermittlungen der Staatsanwaltschaft Frankfurt a. M. (1958/59) zum ersten Auschwitz-Prozess (1963–1965) kam es zu einer Vielzahl belastender Zeugenaussagen gegen König. Eine Anklage aber erfolgte erst, nachdem 1985 der inzwischen begründete Zentralrat Deutscher Sinti und Roma König angezeigt und damit neue Ermittlungen ausgelöst hatte. Nach einem von 1987 bis 1991 andauernden viel beachteten Verfahren wurde König von dem für Berleburg zuständigen Landgericht Siegen wegen mehrfachen Mordes am 24. Januar 1991 zu einer lebenslangen Haftstrafe verurteilt. Gegen das Urteil legte die Verteidigung Revision ein. König blieb auf freiem Fuß. Noch vor der Revisionsverhandlung beging er im September 1991 Suizid.
Im Urteil wurde u. a. Folgendes festgehalten:
„Nachdem der Angeklagte [König] den Block betreten hatte, rief der Blockälteste: ‚Achtung!‘ Daraufhin traten die im Block anwesenden Häftlinge vor ihren Schlafpritschen an. Wolfgang Seeger war aufgrund seines Alters [67] und wegen seines krankheitsbedingt geschwächten Gesundheitszustandes nicht in der Lage, geradezustehen. Er hielt sich mit einer Hand an einem Pfosten seiner Schlafpritsche fest. Der Angeklagte forderte ihn auf geradezustehen. Seeger erwiderte daraufhin sinngemäß, er könne nicht geradestehen. Der Angeklagte schlug heftig und brutal mit dem Schlaggegenstand etwa 25mal auf Seeger, insbesondere schlug der Angeklagte gezielt in den Nierenbereich.“ K. schlug den Häftling tot. Zu dem am Boden liegenden Häftling Johann Weiß erklärte er: „Eure Brut muß man vernichten.“ Das Gericht kam zu dem Schluss: „Dem Angeklagten machte es Spaß, sich in der ihm von der SS verliehenen Macht gegenüber den Häftlingen zu sonnen.“